# Matthæi Beroaldi
Matthæi Beroaldi, théologien et historien, né à Saint-Denis et mort à Genève en 1576. 
Il embrassa avec ardeur le calvinisme. En 1558, il était gouverneur de Théodore Agrippa d'Aubigné, avec lequel il fut contraint de quitter Paris.